# Vipo, a repülő kutya kalandjai
A Vipo, a repülő kutya kalandjai (eredeti cím: Vipo: The Adventures of the Flying Dog) 2007-től 2011-ig vetített izraeli televíziós 3D-s  számítógépes animációs sorozat, amely 2007 és 2011 között indult. Első évadja 2007-ben jelent meg Németországban. Ma már magyar szinkronnal is elérhető és egyre elterjedtebb a világon. Folytatása a Vipo, a repülő kutya kalandjai második évadja a Vipo és barátai – Az idősziget túlélői, mely 2011-ben jelent meg, már ez is elérhető magyar szinkronnal és ez is egyre elterjedtebb a világon. Műfaja: kalandfilmsorozat. Az 1. és a 2. évadot Magyarországon az M2 adta, a 2. évad a mese.tv nevű online oldalon is nézhető.

## Ismertető
Vipo hatalmasra nőtt füleivel tanul meg repülni. Két barátjával, Henry-vel, a gólyával és Betty-vel, a játékcicával elindul Vipolandból egy világ körüli útra, hogy új helyszíneket, érdekes kultúrákat ismerjen meg. A sorozat minden epizódja egy történetet mesél el, miközben igyekszik ismeretterjesztő szerepet is betölteni.

## Szereplők
- Vipo – A repülő kutya, aki a történet főhőse. Két nagy fülének köszönhetően tud repülni és elindul, hogy sok új helyet fedezzen fel. Magyar hangja: Kilényi Márk (1. évad), Császár András (2. évad)
- Henry – A gólya, aki Vipo barátja. Vipoval összetart az utazásai során és segít neki. Magyar hangja: Sági Tímea
- Betty – A kedves, bájos és intelligens játékcica. Vipo a hátizsákjában tartja és velük tart az utazásaik során. Magyar hangja: Mezei Kitty

## Epizódok

### 1. évad
1. Salzburg – A csuklás Mozartja
2. Bécs – A császárnő koronája
3. Skandinávia – Az ajándék
4. Róma – A valóra vált kívánság
5. Madrid – Billi győzni fog
6. Párizs – A kroaszonok és bagettek harca
7. München – Verseny bajor módra
8. Velence – Betty elrablása
9. Hamburg – Problémák az állatkertben
10. Amszterdam – Eltűnt a szélmalom
11. London – A nagy tea-rejtély
12. Svájc – Váratlan síkaland
13. Skócia – Ajándék Nessinek
14. Moszkva – Az éhes szibériai tigris
15. Athén – Az Állat Olimpia
16. Sevilla – A sevillai kutyaborbély
17. Egyiptom – A piramis rejtélye
18. Afrika – Kongó királya
19. India – A feledékeny elefánt
20. Ausztrália – Koalák és kenguruk
21. Brazília – Mentsük meg az esőerdőt!
22. Mexikó – A maják kincse
23. New York – Florence nagybácsi
24. Japán – Akiro barátai
25. Kína – A nagy nindzsa próba
26. Vipoföld – Otthon, édes otthon

### 2. évad: Vipo és barátai – Az idősziget túlélői
1. Az időgép
2. A két falu meséje
3. Az évszakok kövei
4. A goggok támadása
5. A virágok támadása
6. A pillangókaland
7. A legkisebb gogg
8. A szeszélyes szörnyek
9. A nagy cserebere
10. Játék vagy Valóság
11. Délibáb
12. A nyárkirály
13. Betty átváltozása
14. Jao kung fu leckéje
15. Az utánozó goggok
16. A nagy árvíz
17. Széllel szemben
18. Az őszkirálynő
19. A megosztott falu
20. Suti dala
21. Az elveszett amulett
22. A jéggé változtató kő
23. A goggláb
24. A jégkalózok
25. Egy kellemetlen meglepetés
26. Még éppen időben...